# Francis P. Pelizzari
Francis P. Pelizzari (Broni, 15 aprile 1968) è un musicista e compositore italiano (Ex batterista e percussionista) Bassista con una consistente attività live ed in studio.
Ha suonato con molti artisti jazz e pop tra i quali da ricordare: Tullio De Piscopo, Tommy Emmanuel, Ornella Vanoni, Sarah Jane Morris, Amii Stewart and the Concept, Mario Rosini,  Connie Valentini, French Scala,  AlenicoBenz, Sagi Rei, Lakeetra Knowles & Chemako, Roberto Vecchioni, Tanghetto, Paul Bernardoli, Meta, Connie Valentini, Sergio Dalma, Dagmar's Collective, The Spy, Willie Jaye, Amedeo Bianchi, Natasha St-Pier, Antonella Ruggiero e Riccardo Fioravanti, Nick the Nightfly, Tony Semeraro, Paola e Chiara, Quartz, Toni Melillo, Gnola blues band, Andrea Braido, Fabrizio Poggi and Chicken Mambo, Paolo Jannacci, Don Mc Callister Jr, Maurizio Nazzaro e molti altri.

## Biografia
Suo padre è un pianista professionista e sua mamma una cantante, Francis conosce molto presto la musica ma solo in un secondo tempo decide di abbandonare lo studio del pianoforte in favore della batteria e delle percussioni latino americane. Negli anni del CPM, a Milano, conosce il bassista Stefano Cerri che lo incoraggia a credere e seguire il suo istinto creativo.
Nelle sue prime esperienze professionali come batterista accompagna alcuni fra i più famosi cantanti degli anni 60/70 come Giorgio Consolini, Dino, Renato dei Profeti, Mal dei Primitives. Nel 1998, grazie all'incontro con il contrabbassista Riccardo Fioravanti, Francis entra in pianta stabile nel sestetto del sassofonista Amedeo Bianchi e suona nei più importanti festival jazz italiani con il supergruppo formato dallo stesso Fioravanti e dalla fenomenale ex cantante dei Matia Bazar Antonella Ruggiero. Nella band, oltre a Pelizzari, che per l'occasione usa un ricco set fra batteria tradizionale e percussioni, figurano il chitarrista Bebo Ferra, il polistrumentista Phil Drummy ed il tablista indiano Arup Kanti Das.
Compare in numerosi special radiofonici (Live at Radio popolare di Milano e Roma) e televisivi sulle reti Rai come Alle due su Rai Uno, su Mediaset (Sbaraglio) e su Video Italia con Amedeo Bianchi e Tommy Emmanuel. Partecipa a Top of the Pops con il cantante israeliano Sagi Rei col quale registra 2 album e suona per oltre 10 anni. Nel 2000 nasce Djembrush, il suo inconfondibile ed innovativo modo di suonare il Djembè che lo rende uno dei percussionisti più creativi del panorama musicale mondiale. Nel 2009 assieme al sassofonista Tony Semeraro firma Encantado, colonna sonora del film Emigranti. Suona all'O2 Arena di Londra con il gruppo argentino Tanghetto con il quale vince il prestigioso Premio Gardel grazie al disco dal vivo: Vivo Milonguero.
Nel febbraio del 2013, Drum Club, la più importante rivista del settore, pubblica un'intervista esclusiva dove Francis presenta il suo metodo Djembrush, che l'edizione Hudson Music di New York definisce "geniale". Si esibisce nei festival jazz e blues internazionali come quelli di Tabarka jazz (Tunisia), La Spezia, Monza jazz, Bari, Macchie d'Isernia blues, Cagliari, Sestri Levante, Bordighera ed altri.
Nel 2020 esce per CDbaby pro l'album Seven Rooms, primo disco da leader di Francis P. scritto, prodotto dallo stesso ed interamente suonato con il Djembrush. Ad accompagnarlo in questi 7 brani dai toni jazz e worldmusic: Gianfranco Menzella al sassofono, Giuseppe Todisco alla tromba e flicorno, Camillo Pace al contrabbasso e Mirko Maria Matera al piano e ai synths, con in più gli ospiti Pino Mazzarano alla chitarra elettrica e Pierpaolo Giandomenico al basso elettrico.

## Discografia parziale
- Francis P. Pelizzari: Seven Rooms (2020)
- Franco Cosa: Tarde mia (2020)
- Gianni Rosini: Radici (2018)
- Francis P. for ManoSonora: Another day on earth/ The lake (2015)
- TAM project (2015)
- Maurizio Nazzaro: Io dico di no (2013)
- Tanghetto: Incidental Tango (2013) Gardel Award nomination
- Dagmar's Collective: Different wor(l)ds (2013)
- Paul Bernardoli: Love got the power (2012)
- Tanghetto: Vivo Milonguero (2011) Gardel Award WINNER
- Tanghetto: Vivo (2011) Gardel Award nomination
- Gnola Blues Band: 20 Years on the Road (2010)
- Tony Semeraro & Francis Pelizzari: Encantado - Colonna Sonora del film
- Emigranti (2009)
- Tony Semeraro: The Dreamcatcher (2009)
- Tony Melillo: Il mio giardino (2009)
- Sagi Rei: Emotional songs part 2 (2007)
- Michele Fazio & Damiano Marino: Waves (2006)
- Paola Mei & Quincy Blue Choir: Songs (2006)
- Angelo Loia & Oiza: Aria re viento re terra (2006)
- Sagi Rei: Emotional songs part 1 (2005)
- Gianni Rosini: Giovanni (2004)
- Ornella Vanoni: Noi, le donne noi (2003)
- Stefano Bertolotti: Small big dream (2001)
- Paola Mei & Quincy Blue Choir: Sound the ground (2001)
- Natasha St-Pier: à chacun son histoire (2000)
- Gnola Blues Band: Walkin Through... (1999) Premio SIAE Miglior Album
- Sergio Dalma: Historias normales (1999)
- Chicken Mambo: Heroes and Friend (1997)
- Quartz: Quartz in demo (1989)